# Peninsula (Ohio)
Peninsula é uma vila localizada no estado norte-americano de Ohio, no Condado de Summit.

## Demografia
Segundo o censo norte-americano de 2000, a sua população era de 602 habitantes.
Em 2006, foi estimada uma população de 678, um aumento de 76 (12.6%).

## Geografia
De acordo com o United States Census Bureau tem uma área de
12,1 km², dos quais 12,1 km² cobertos por terra e 0,0 km² cobertos por água. Peninsula localiza-se a aproximadamente 230 m acima do nível do mar.

## Localidades na vizinhança
O diagrama seguinte representa as localidades num raio de 12 km ao redor de Peninsula.